# Řád republiky (Jugoslávie)
Řád republiky (srbochorvatsky: Orden Republike, slovinsky: Red Republike, makedonsky: Орден на Републиката) bylo státní vyznamenání Socialistické federativní republiky Jugoslávie. Řád založený roku 1960 byl udílen za zásluhy v oblasti národní bezpečnosti a za přínos k rozvoji hospodářství, vědy a kultury.

## Historie a pravidla udílení
Řád založil Josip Broz Tito dne 2. července 1960. Byl udílen jednotlivcům i politickým organizacím za zásluhy v oblasti národní bezpečnosti a v dalších oblastech, jako hospodářství, věda či kultura, které přispěly k celkovému pokroku v zemi. Zákonem ze dne 1. března 1961 byly pozměněny názvy jednotlivých tříd.

## Insignie
Řádový odznak má tvar pěticípé hvězdy s cípy skládajícími se z pětice zaoblených paprsků o různé délce, které jsou pyramidálně uspořádány a pokryty bílým smaltem se zlatým lemováním. Mezi cípy jsou krátké zlaté paprsky, na nichž jsou položeny pěticípé hvězdy. Uprostřed odznaku je kulatý medailon se širokým okrajem zdobeným spleteným věncem. Uprostřed medailonu je na bíle smaltovaném pozadí zlatý státní znak Jugoslávie.
Odznak I. třídy byl vyroben ze zlaceného stříbra a uprostřed menších hvězd byly vsazeny rubíny. Lem kolem středového medailonu byl osázen šesti zirkony. Odznak II. třídy byl stříbrný nebo z postříbřeného bronzu. Odznak III. třídy byl vyroben z bronzu.
Řádový odznak se nosil napravo na hrudi.

## Třídy
Řád byl udílen ve třech řádných třídách:
- I. třída se zlatým věncem
- II. třída se stříbrným věncem
- III. třída s bronzovým věncem